# Berlinale 2021
La Berlinale 2021, 71e édition du festival international du film de Berlin (71. Internationalen Filmfestspiele Berlin), se déroule du 1er mars 2021 au 5 mars 2021.

## Déroulement et faits marquants
Dans le contexte de la pandémie de Covid-19, le 18 décembre 2020, il est annoncé que la compétition se tiendra en ligne. Aussi l'attribution des prix a lieu en mars, et  des projections ouvertes au public sont organisées dans des cinémas et en plein air,.
Le 1er février 2021, le jury de la 71e édition de la Berlinale est annoncé. Il est composé de six réalisatrices et réalisateurs, tous déjà récipiendaires de l'Ours d'or. Il n'y aura donc aucun président du jury. À noter que la réalisatrice Ildikó Enyedi avait déjà fait partie du jury, lors de la Berlinale 1992.
Le 5 mars 2021, le palmarès est dévoilé : l'Ours d'or est remis au film roumain Bad Luck Banging or Loony Porn de Radu Jude, le Grand prix du jury au film japonais Wheel of Fortune and Fantasy de Ryūsuke Hamaguchi et l'Ours d'argent du meilleur réalisateur au réalisateur hongrois Dénes Nagy pour Natural Light.

## Jurys

### Jury international
- Mohammad Rasoulof, Ours d'or en 2020 pour Le Diable n'existe pas, réalisateur, scénariste, producteur et monteur  Iran
- Nadav Lapid, Ours d'or en 2019 pour Synonymes, réalisateur, scénariste, écrivain, critique littéraire et journaliste  Israël
- Adina Pintilie, Ours d'or en 2018 pour Touch Me Not, réalisatrice et scénariste  Roumanie
- Ildikó Enyedi, Ours d'or en 2017 pour Corps et Âme, réalisatrice et scénariste  Hongrie
- Gianfranco Rosi, Ours d'or en 2016 pour Fuocoammare, réalisateur et documentariste  Italie
- Jasmila Žbanić, Ours d'or en 2006 pour Sarajevo, mon amour, réalisatrice, actrice, scénariste et productrice  Bosnie-Herzégovine

### Autres jurys

#### Jury Encounters
- Florence Almonzini, programmatrice de festival  France
- Cecilia Barronuevo, directrice artistique  Argentine
- Diedrich Diederichsen, rédacteur et éditeur littéraire  Allemagne

#### Jury international des courts métrages
- Basim Magdy, artiste  Égypte
- Christine A. Maier, directrice de la photographie  Autriche
- Sebastian Urzendowsky, acteur  Allemagne

#### Jury Generations
- Jella Haase, actrice  Allemagne
- Mees Peijnenburg, réalisateur  Pays-Bas
- Melanie Waelde, réalisatrice et scénariste  Allemagne

## Sélections

### Compétition
La sélection officielle en compétition se compose de 15 films.
| Titre                                                                  | Réalisation                         | Pays              | Distribution                                                                                       |
| ---------------------------------------------------------------------- | ----------------------------------- | ----------------- | -------------------------------------------------------------------------------------------------- |
| Albatros                                                               | Xavier Beauvois                     | France            | Jérémie Renier, Marie-Julie Maille, Victor Belmondo                                                |
| Bad Luck Banging or Loony Porn (Babardeală cu buclucsau porno balamuc) | Radu Jude                           | Roumanie          | Katia Pascariu, Claudia Ieremia, Olimpia Mălai                                                     |
| Fabian (Fabian oder Der Gang vor die Hunde)                            | Dominik Graf                        | Allemagne         | Tom Schilling, Saskia Rosendahl, Albrecht Schuch                                                   |
| Le Pardon (Ghasideyeh gave sefid)                                      | Behtash Sanaeeha, Maryam Moqadam    | Iran              | Maryam Moghaddam, Alireza Sanifar                                                                  |
| Contes du hasard et autres fantaisies (Gūzen to sōzō)                  | Ryūsuke Hamaguchi                   | Japon             | Kotone Furukawa, Kiyohiko Shibukawa, Fusako Urabe                                                  |
| Mr Bachmann and His Class (Herr Bachmann und seine Klasse)             | Maria Speth                         | Allemagne         | Film documentaire                                                                                  |
| I'm Your Man (Ich bin dein Mensch)                                     | Maria Schrader                      | Allemagne         | Maren Eggert, Dan Stevens, Sandra Hüller                                                           |
| Introduction (Inteurodeoksyeon)                                        | Hong Sang-soo                       | Corée du Sud      | Shin Seok-ho, Park Mi-so, Kim Min-hee                                                              |
| Memory Box                                                             | Joana Hadjithomas et Khalil Joreige | Liban France      | Rim Turki, Manal Issa, Paloma Vauthier                                                             |
| Next Door (Nebenan)                                                    | Daniel Brühl                        | Allemagne         | Daniel Brühl, Peter Kurth                                                                          |
| Petite Maman                                                           | Céline Sciamma                      | France            | Joséphine Sanz, Gabrielle Sanz, Nina Meurisse                                                      |
| Sous le ciel de Koutaïssi (Ras vkhedavt, rodesac cas vukurebt?)        | Alexandre Koberidze                 | Géorgie           | Ani Karseladze, Giorgi Bochorishvili, Vakhtang Fanchulidze                                         |
| Forest - I See You Everywhere (Rengeteg - mindenhol látlak)            | Benedek Fliegauf                    | Hongrie           | Laura Podlovics, István Lénárt, Lilla Kizlinger, Zsolt Végh, László Cziffer, Juli Jakab, Ági Gubík |
| Natural Light (Természetes fény)                                       | Dénes Nagy                          | Hongrie           | Ferenc Szabó, Tamás Garbacz, László Bajkó                                                          |
| Notre histoire policière (Una película de policías)                    | Alonso Ruizpalacios                 | Mexique Allemagne | Film documentaire                                                                                  |

### Berlinale Special
| Titre                              | Réalisation              | Pays               | Distribution                                                      |
| ---------------------------------- | ------------------------ | ------------------ | ----------------------------------------------------------------- |
| Best Sellers                       | Lina Roessler            | Canada Royaume-Uni | Michael Caine, Aubrey Plaza                                       |
| Courage                            | Aliaksei Paluyan         | Allemagne          | Film documentaire                                                 |
| French Exit                        | Azazel Jacobs            | Canada Irlande     | Michelle Pfeiffer, Lucas Hedges, Valerie Mahaffey, Imogen Poots   |
| Je suis Karl                       | Christian Schwochow      | Allemagne          | Luna Wedler, Jannis Niewöhner, Milan Peschel                      |
| Language Lessons                   | Natalie Morales          | États-Unis         | Natalie Morales, Mark Duplass, Desean Terry                       |
| Limbo                              | Soi Cheang               | Hong Kong          | Gordon Lam, Liu Cya, Mason Lee, Hiroyuki Ikeuchi                  |
| Désigné coupable (The Mauritanian) | Kevin McDonald           | Royaume-Uni        | Jodie Foster, Tahar Rahim, Shailene Woodley, Benedict Cumberbatch |
| For Lucio (Per Lucio)              | Pietro Marcello          | Italie             | Film documentaire                                                 |
| Tides                              | Tim Fehlbaum             | Allemagne Suisse   | Nora Arnezeder, Iain Glen, Sarah-Sofie Boussnina                  |
| Tina                               | Dan Lindsay, T.J. Martin | États-Unis         | Film documentaire                                                 |
| Who We Were (Wer wir waren)        | Marc Bauder              | Allemagne          | Film documentaire                                                 |

### Panorama

#### Films de fiction
| Titre                                         | Réalisation             | Pays        | Distribution                                                                                       |
| --------------------------------------------- | ----------------------- | ----------- | -------------------------------------------------------------------------------------------------- |
| A Balance (Yuko No Tenbin)                    | Yujiro Harumoto         | Japon       | Kumi Takiuchi, Ken Mitsuishi, Masahiro Umeda, Yuumi Kawai                                          |
| All Eyes Off Me (Mishehu Yohav Mishehu)       | Hadas Ben Aroya         | Israël      | Elisheva Weil, Yoav Hait, Leib Lev Levin, Hadar Katz                                               |
| Bliss (Glück)                                 | Henrika Kull            | Allemagne   | Katharina Behrens, Adam Hoya, Nele Kayenberg, Jean-Luc Bubert                                      |
| Brother's Keeper (Okul Tıraşı)                | Ferit Karahan           | Turquie     | Samet Yıldız, Ekin Koç, Mahir İpek, Melih Selçuk, Cansu Fırıncı, Nurullah Alaca                    |
| Celts (Kelti)                                 | Milica Tomović          | Serbie      | Dubravka Kovjanić, Stefan Trifunović, Katarina Dimić, Anja Đorđević                                |
| Censor                                        | Prano Bailey-Bond       | Royaume-Uni | Niamh Algar, Michael Smiley, Nicholas Burns, Vincent Franklin, Sophia La Porta, Adrian Schiller    |
| Ce qui reste (Die Welt wird eine andere sein) | Anne Zohra Berrached    | Allemagne   | Canan Kir, Roger Azar, Özay Fecht, Jana Julia Roth, Ceci Chuh, Nicolas Chaoui                      |
| Death of a Virgin, and the Sin of Not Living  | George Peter Barbari    | Liban       | Etienne Assal, Adnan Khabbaz, Jean Paul Frangieh, Elias Saad, Feyrouz Abi Hassan, Souraya Baghdadi |
| Human Factors (Der menschliche Faktor)        | Ronny Trocker           | Allemagne   | Mark Waschke, Sabine Timoteo, Jule Hermann, Wanja Valentin Kube                                    |
| Le Monde après nous                           | Louda Ben Salah-Cazanas | France      | Aurélien Gabrielli, Louise Chevillotte, Saadia Bentaïeb, Jacques Nolot                             |
| Night Raiders                                 | Danis Goulet            | Canada      | Elle-Máijá Tailfeathers, Brooklyn Letexier-Hart, Alex Tarrant, Amanda Plummer                      |
| Souad                                         | Ayten Amin              | Égypte      | Bassant Ahmed, Basmala Elghaiesh, Hussein Ghanem                                                   |
| Ted K                                         | Tony Stone              | États-Unis  | Sharlto Copley                                                                                     |
| Théo et les métamorphoses                     | Damien Odoul            | France      | Théo Kermel, Pierre Meunier, Élia Sulem, Louise Morin, Ayumi Roux                                  |

#### Films documentaires
| Titre                               | Réalisation           | Pays                    |
| ----------------------------------- | --------------------- | ----------------------- |
| Dirty Feathers                      | Carlos Alfonso Corral | États-Unis Mexique      |
| Genderation                         | Monika Treut          | Allemagne               |
| Miguel's War                        | Eliane Raheb          | Liban Allemagne Espagne |
| North by Current                    | Angelo Madsen Minax   | États-Unis              |
| The Last Forest (A Última Floresta) | Luiz Bolognesi        | Brésil                  |

## Palmarès

### Compétition officielle
| Prix                                                     | Attribué à                                                                          | Pays              |
| -------------------------------------------------------- | ----------------------------------------------------------------------------------- | ----------------- |
| Ours d'or                                                | Bad Luck Banging or Loony Porn (Babardeală cu buclucsau porno balamuc) de Radu Jude | Roumanie          |
| Grand prix du jury                                       | Contes du hasard et autres fantaisies (Guzen to sozo) de Ryūsuke Hamaguchi          | Japon             |
| Prix du jury                                             | Mr Bachmann and His Class (Herr Bachmann und seine Klasse) de Maria Speth           | Allemagne         |
| Ours d'argent du meilleur réalisateur                    | Natural Light (Természetes fény) de Dénes Nagy                                      | Hongrie           |
| Ours d'argent de la meilleure performance                | Maren Eggert dans I'm Your Man (Ich bin dein Mensch)                                | Allemagne         |
| Ours d'argent de la meilleure performance de second rôle | Lilla Kizlinger dans Forest - I See You Everywhere (Rengeteg - mindenhol látlak)    | Hongrie           |
| Ours d'argent du meilleur scénario                       | Hong Sang-soo pour Introduction (Inteurodeoksyeon)                                  | Corée du Sud      |
| Ours d'argent de la meilleure contribution artistique    | Yibrán Asuad (Montage) pour Notre histoire policière (Una película de policías)     | Mexique Allemagne |

### Sélection Encounters
- Meilleur film : Nous by Alice Diop
- Prix spécial du jury : Taste (Vị) de Lê Bảo
- Meilleur réalisateur : Denis Côté pour Hygiène sociale / Ramon Zürcher et Silvan Zürcher pour The Girl and the Spider (Das Mädchen und die Spinne) (ex æquo)
- Mention spéciale : Rock Bottom Riser de Fern Silva

### Prix du meilleur documentaire
- Nous de Alice Diop
- Mention spéciale : Les 54 premières années de Avi Mograbi